# Homeosaurus
Homeosaurus is een geslacht van uitgestorven reptielen, dat leefde in het Laat-Jura.

## Beschrijving
Dit twintig centimeter lange reptiel vertoonde veel gelijkenis met de brughagedis uit Nieuw-Zeeland. De schedel bezat een star quadratum. Kenmerkend is ook de stevige verankering van de weinige marginale tanden op de kaakrand. Versleten tanden werden niet vervangen, maar vanaf de achterzijde aangevuld tijdens de groei. Ook het verhemelte was bezet met tanden. De snuit was neerwaarts gericht, waardoor er een beitelvormig snijvlak ontstond.

## Leefwijze
Dit omnivore dier was een landbewoner, die leefde van insecten en planten.

## Vondsten
Fossielen van dit dier werden gevonden in Europa.